# Bundesstraße 80
Pour les articles homonymes, voir B80 et Route 80.
La Bundesstraße 80 (abrégé en B 80) est une Bundesstraße reliant Bad Karlshafen à Halle.

## Localités traversées
- Bad Karlshafen
- Hann. Münden
- Witzenhausen
- Heilbad Heiligenstadt
- Leinefelde-Worbis
- Nordhausen
- Berga
- Sangerhausen
- Riestedt
- Eisleben
- Halle-Neustadt
- Halle